# Химен (митологија)
Химен (грч. Hymen, лат. Hymenaeus) је бог женидбе и заштитник брака.

## Митологија
Родитељи Химена су му по једној верзији били, Аполон и једна од муза — Калиопа, Уранија или Терсихора, а по другој верзији он је био син Диониса и богиње Афродите. И поред тога што му се није са сигурношћу знало право порекло, људи су га поштовали, а нарочито млади љубавници и супружници. Није могла да прође ни једна свадба, а да се није отпевала песма њему у част. Његово је име означавало свадбу и свадбену песму.
Химен није био бог, већ сиромашан младић из Атине који се заљубио у лепу и богату девојку, а када су му њени родитељи забранили да је виђа, он се преобукао у женску одећу и тако је пратио на свечаностима у част богиње Деметре. На путу ка Деметрином храму, код елеузине, групу су пресрели гусари и отели све девојке. Са девојкама је и отет преобучени Химен, а гусари су девојке одвели на једно далеко острво.
Славећи успешну отмицу, гусари су приредили велику гозбу на којој су се сви доста напили. Химен је то искористио, докопао се мача и убио све пијане гусаре. сакупивши све девојке, Химен се вратио у Атину, и објавио свима да ће пустити сваку девојку под условом да изабраницу свог срца добије за жену. родитељи девојке нису пристали, али су их убедили родитељи осталих девојака, па су и они напокон пристали да своју кћерку дају Химену за жену.
Химен је због свега био толико срећан, а и живео је у веома складном браку, тако да су се почеле певати песме о његовом срећном и лепом браку.
После неког времена, сазнавши за све шта се догодило, богиња Афродита је примила Химена и његову жену код себе, а замолила је Зевса да Химена узвиси до бога.

## Химен певач
У митовима се срећемо са још једним Хименом, а то је трачки певач свадбених песама. Он је сматран сином од једне од муза — Калиопе, Ураније или Терписихоре.
Код Римљана пандам овом Химену је био бог свадбе Таласије.